# Léopold Flameng
Léopold Flameng, född den 22 november 1831 i Bryssel, död den 5 september 1911 i Courgent, var en fransk kopparstickare och raderare.
Flameng anställdes vid konsttidskriften Gazette des beaux-arts, åt vilken han utförde kopparstick och raderingar efter gamla mästares tavlor. Flamengs teknik var högt uppdriven, och han kunde ge sina stick mycket av originalets måleriska karaktär.